# نمل الثور القرمزي
نمل الثور القرمزي (الاسم العلمي:Myrmecia rubicunda) هو نوع من النمل يتبع جنس نمل الثور من أسرة نملاوات الثور.